# Paronychia sinaica
Paronychia sinaica är en nejlikväxtart som beskrevs av Johann Baptist Georg Wolfgang Fresenius. Paronychia sinaica ingår i släktet prasselörter, och familjen nejlikväxter. Inga underarter finns listade i Catalogue of Life.